# Mario Božić
Mario Božić, född 25 maj 1983 i Tuzla, Jugoslavien (i nuvarande Bosnien och Hercegovina), död 3 april 2023, var en bosnisk (bosnien-serbisk) fotbollsspelare.

## Klubbkarriär
Den 20 februari 2012 bekräftades det att Božić hade flyttat till Shanghai Shenhua från den israeliska fotbollsklubben FC Ashdod.

## Landslagskarriär
Božić gjorde debut för Bosnien och Hercegovinas landslag den 8 september 2007 mot Ungern.